# 阿齐兹·萨利胡
阿齐兹·萨利胡（1954年5月1日—），南斯拉夫男子拳击运动员。他曾代表南斯拉夫参加1980年、1984年和1988年夏季奥林匹克运动会拳击比赛，其中1984年奥运会获得一枚铜牌。